# 708

## Събития
- Неуспешен опит на Юстиниян II Риномет да си върне областта Загоре. Византийската войска е разбита от българите при Анхиало.

## Починали
- 4 февруари – Сисиний, римски папа